# Cerkiew Przemienienia Pańskiego w Surażu

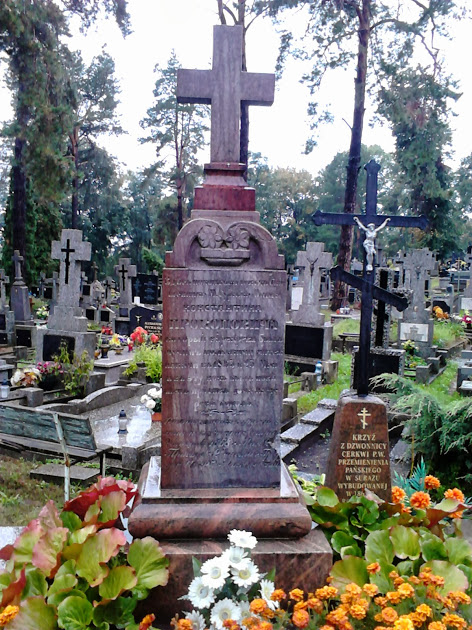
Nagrobek powieszonego przez powstańców styczniowych ks. Konstantego Prokopowicza i krzyż z dzwonnicy nieistniejącej cerkwi w Surażu na cmentarzu Wszystkich Świętych w Białymstoku

Cerkiew Przemienienia Pańskiego – prawosławna cerkiew w Surażu, czynna od 1867 do 1915.

## Historia
Pierwsza cerkiew Przemienienia Pańskiego została wzniesiona w Surażu przed 1560. Opis pomiaru gruntów z tego roku wymienia trzy świątynie prawosławne w miejscowości – obok cerkwi Przemienienia Pańskiego także św. Jana i Świętych Piotra i Pawła. Po zawarciu unii brzeskiej obiekt przeszedł na własność nowo erygowanej parafii unickiej. Cerkiew rozebrano w 1792, czynna pozostawała wówczas już tylko cerkiew Świętych Piotra i Pawła.
W 1863 uczestnicy powstania styczniowego powiesili na drzewie przed plebanią proboszcza suraskiej parafii ks. Konstantego Prokopowicza. Został on pochowany przy cerkwi filialnej w Zawykach (następnie nagrobek przeniesiono na cmentarz prawosławny w Białymstoku na Wygodzie). Wydarzenie to sprawiło, że władze duchowne zainteresowały się podupadłą cerkwią w Surażu, postanawiając w miejsce zniszczonej świątyni drewnianej wznieść nową murowaną. Cerkiew Przemienienia Pańskiego, zlokalizowaną na wzgórzu nad Narwią obok starszej świątyni, otwarto w 1867. Wzniesiony w stylu bizantyjsko-rosyjskim wyświęcił biskup brzeski Ignacy w asyście archimandryty Wincentego, przełożonego monasteru w Supraślu i innych duchownych służących w dekanacie białostockim. Budowę obiektu finansowano z dotacji ministerstwa spraw wewnętrznych (3 tys. rubli), daru naczelnika kraju (3 tys. rubli) i senatora Władimira Karamzina (tysiąc rubli). Wyposażenie wspólnie ufundowali Władimir Karamzin oraz miejscowi parafianie. Szczególną wartość miały dwie ikony Chrystusa: kopia Obrazu Chrystusa Nie Ludzką Ręką Uczynionego umieszczona w pomieszczeniu ołtarzowym oraz wizerunek Chrystusa w Chwale.
W 1876 parafia suraska została powiększona o terytorium zlikwidowanej placówki duszpasterskiej w Kożanach, dzięki czemu liczba osób uczęszczających do cerkwi wzrosła z ok. 300 do 1115. W latach 80. XIX w. z inicjatywy miejscowego proboszcza, ks. Wiesiołowskiego, wokół cerkwi wzniesiono ogrodzenie z bramą wjazdową.
Cerkiew w Surażu została opuszczona, gdy prawosławni mieszkańcy miejscowości udali się na bieżeństwo. W czasie wojny uległa zniszczeniu. Ruiny świątyni i ogrodzenia rozebrano w 1929, urządzając na ich miejscu teren zielony. Władze niepodległej Polski nie zgodziły się na restytucję parafii prawosławnej w Surażu. Z budynku cerkwi przetrwał jedynie krzyż pierwotnie położony na kopule. Prowadzący rozbiórkę cerkwi przekazali go do warsztatu miejscowego kowala, ten zaś oddał go prawosławnemu, Janowi Krukowskiemu, który ustawił krzyż na grobie swojego ojca Nikifora na cmentarzu Wszystkich Świętych w Białymstoku. Krzyż przeniesiono następnie do kwatery, w której ustawiony został przeniesiony z Zawyk nagrobek zabitego w 1863 ks. Prokopowicza.